# Carl R. Eklund
Pour les articles homonymes, voir Eklund.
Carl R. Eklund, né le 27 janvier 1909 à Tomahawk et mort le 3 novembre 1962 à Philadelphie, est un géographe et ornithologue américain.
Il a notamment travaillé dans les régions polaires.
Les îles Eklund portent son nom.